# Dichodon
Il dicodonte (gen. Dichodon) è un mammifero artiodattilo estinto, appartenente agli xifodontidi. Visse tra l'Eocene medio e l'Eocene superiore (circa 40 - 34 milioni di anni fa) e i suoi resti fossili sono stati ritrovati in Europa.

## Descrizione
Questo animale doveva essere di piccola-media taglia, e l'altezza al garrese non superava i 40 centimetri. Dichodon era caratterizzato da piccoli canini e incisivi, mentre i premolari erano compressi e allungati. I molari superiori erano quadritubercolati, ma i tre tubercoli seleniformi erano simili a quelli di Xiphodon e di Haplomeryx, altri due xifodontidi eocenici. In particolare, la mezzaluna postero-interna era obliqua, asimmetrica e con un ramo anteriore ben più alto di quello posteriore. 
All'interno del genere Dichodon vi è un interessante esempio di progressiva evoluzione della dentatura: il genere Dichodon, ad esempio, presentava specie primitive (ad es. D. ruetimeyeri) in cui il cranio era relativamente corto e i premolari erano di forma tipica; in seguito (D. cartieri) l'ultimo premolare assunse una forma simile a quella di un molare, mentre gli altri divennero sempre più simili a lame allungate, fino a diventare (in D. subtile dell'Eocene superiore) allungati a dismisura. In D. subtile anche il canino aveva preso la forma di una lama tagliente.

## Classificazione
Dichodon è un rappresentante degli xifodontidi (Xiphodontidae), un gruppo di piccoli artiodattili tipici dell'Eocene europeo, probabilmente affini ai camelidi. Il genere Dichodon venne descritto per la prima volta nel 1848 da Richard Owen, sulla base di resti fossili ritrovati in Inghilterra. A questo genere sono state ascritte numerose specie (D. cartieri, D. simplex, D. cervinus, D. cuspidatus, D. frohnstettense, D. subtile, D. ruetimeyeri, D. lugdunensis, D. stehlini, D. vidalenci, D. biroi), tutte provenienti da vari giacimenti dell'Eocene medio e tardo di Inghilterra, Francia, Spagna, Svizzera.